# Список об'єктів Світової спадщини ЮНЕСКО в Ісландії
У списку об'єктів Світової спадщини ЮНЕСКО в Ісландії налічується 2 найменування (станом на 2015 рік).
У цій таблиці об'єкти розташовані в порядку їх додавання до списку Світової спадщини ЮНЕСКО.
| № | Зображення | Назва                                                     | Розташування             | Час створення | Рік внесення до списку | №                                                  | Критерії |
| - | ---------- | --------------------------------------------------------- | ------------------------ | ------------- | ---------------------- | -------------------------------------------------- | -------- |
| 1 |            | Національний парк Тінґветлір (ісл. Þingvellir þjóðgarður) | південній захід Ісландії | —             | 2004                   | 1152 [Архівовано 11 липня 2017 у Wayback Machine.] | iii, vi  |
| 2 |            | Вулкан Суртсей (ісл. Surtsey)                             | Вестманові острови       | —             | 2008                   | 1267 [Архівовано 11 липня 2017 у Wayback Machine.] | ix       |